# 憶故人
〈憶故人〉，古琴曲，又名〈山中思友人〉、〈山中思故人〉，〈山中憶故人〉或〈空山憶故人〉。最早見於明洪熙元年朱權所輯的《神奇秘譜》（題為〈山中思友人〉），爲用緊五慢一定弦，黃鐘宫調三段小曲，傳爲後漢蔡邕所作。此曲表達了故人別離久久未見，思念之情無可訴說之情。
今人所彈皆為彭祉卿家傳《理琴軒琴譜》本或相同版本，收錄於《今虞琴刊》，以正調彈奏。

## 外部連結
- YouTube上的〈憶故人〉，始於48分55秒，吳文光演奏
- YouTube上的〈憶故人〉，林友仁演奏，收錄於《雪夜聞鐘》
- YouTube上的〈憶故人〉，楊春薇演奏，收錄於《飛英遊弦》
- YouTube上的〈憶故人〉，吳兆基演奏，收錄於《中國音樂大全‧古琴卷》
- YouTube上的〈憶故人〉，成公亮演奏，收錄於《如是寧靜》
- 〈憶故人〉 （页面存档备份，存于），林晨演奏